# ابو دیاب غربی
ابو دیاب غربی (به عربی: أبو دياب غرب)، روستایی از توابع دشنا در استان قنا و کشور مصر است.

## جمعیت
براساس سرشماری سال ۲۰۰۶ مصر، جمعیت آن ۱۰۹۲۶ نفر(۵۵۸۰ مرد و ۵۳۴۶ زن) بوده است.